# Michalis Vakalopoulos
Michalis Vakalopoulos (Grieks: Μιχάλης Βακαλόπουλος) (Leiderdorp, 26 juni 1990) is een voormalig Grieks-Nederlands profvoetballer die als verdediger speelde.
Vakalopoulos speelde in de jeugd van RCL, ADO Den Haag, PSV en Vitesse. Bij Vitesse was hij in de seizoenen 2010/11 en 2011/12 in totaal 5 keer bankzitter bij wedstrijden in de Eredivisie, maar tot een debuut kwam het niet. Aan het begin van het seizoen 2011/12 werd hij aan AGOVV Apeldoorn verhuurd maar hij keerde eind augustus reeds terug bij Vitesse wegens gebrek aan perspectief. In januari 2012 stapte Vakalopoulos over naar SC Veendam voor de resterende seizoenshelft. In maart 2012 werd een optie gelicht om het contract met een jaar te verlengen. Begin 2013 ging Veendam failliet. Hij trainde nog bij PAS Giannina maar Vakalopoulos vond geen nieuwe club.
Vakalopoulos speelde voor Griekse jeugdselecties.

## Statistieken
| Seizoen | Club       | Wedstrijden | Goals | Competitie     |
| ------- | ---------- | ----------- | ----- | -------------- |
| 2010/11 | Vitesse    | 0           | 0     | Eredivisie     |
| 2011/12 | Vitesse    | 0           | 0     | Eredivisie     |
| 2011/12 | SC Veendam | 16          | 0     | Eerste divisie |
| 2012/13 | SC Veendam | 24          | 2     | Eerste divisie |
| Totaal  |            | 40          | 2     |                |